# Teatro Niccolini (Firenze)
Il Teatro Niccolini è un edificio storico del centro di Firenze, situato in via Ricasoli 3-5, a pochi passi dal Duomo.

## Storia
Il teatro, che fino ai primi del Novecento si chiamava "Teatro del Cocomero", come il nome antico della via in cui si trova, ha una lunga storia alle spalle.

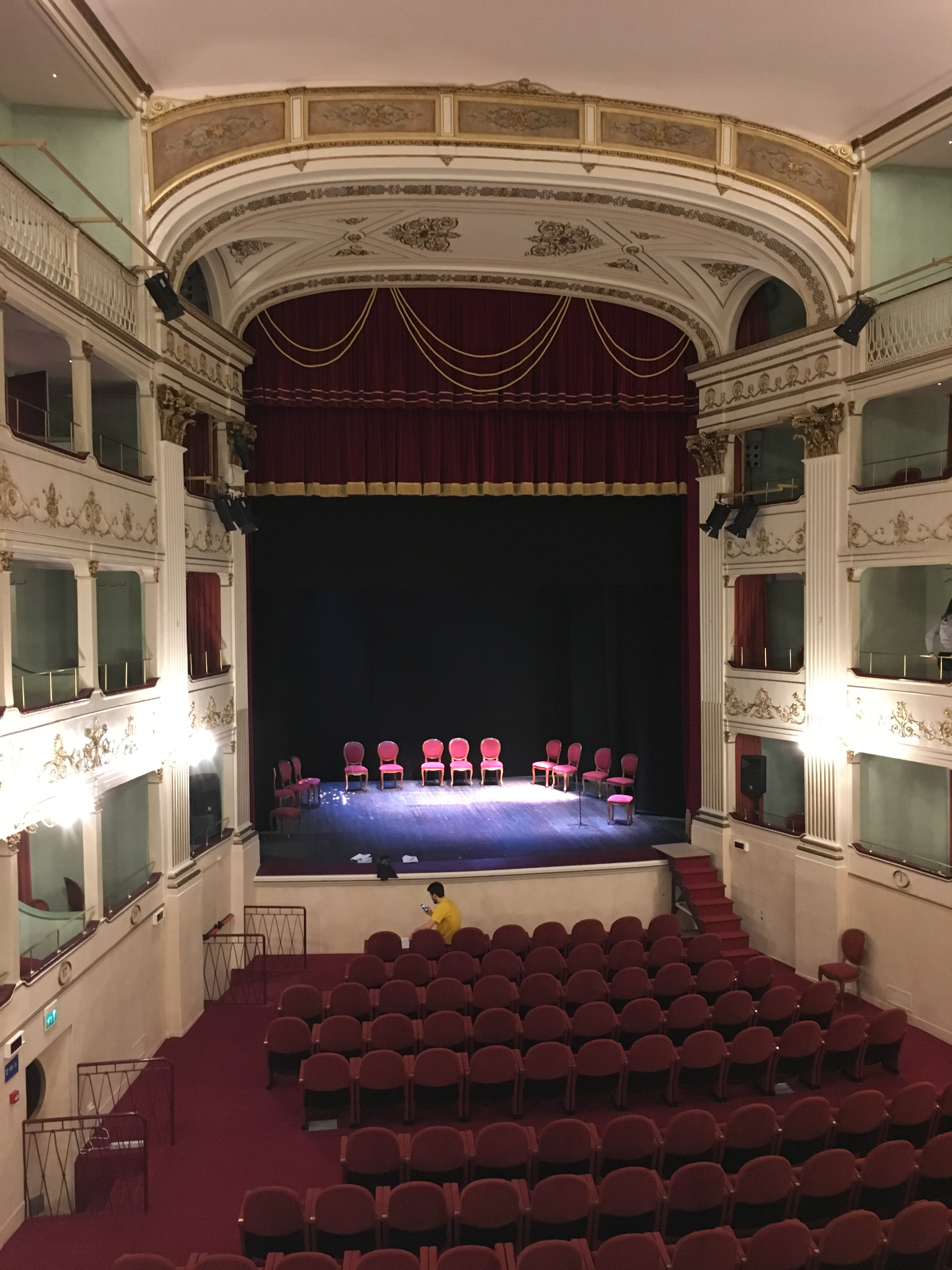
Palcoscenico

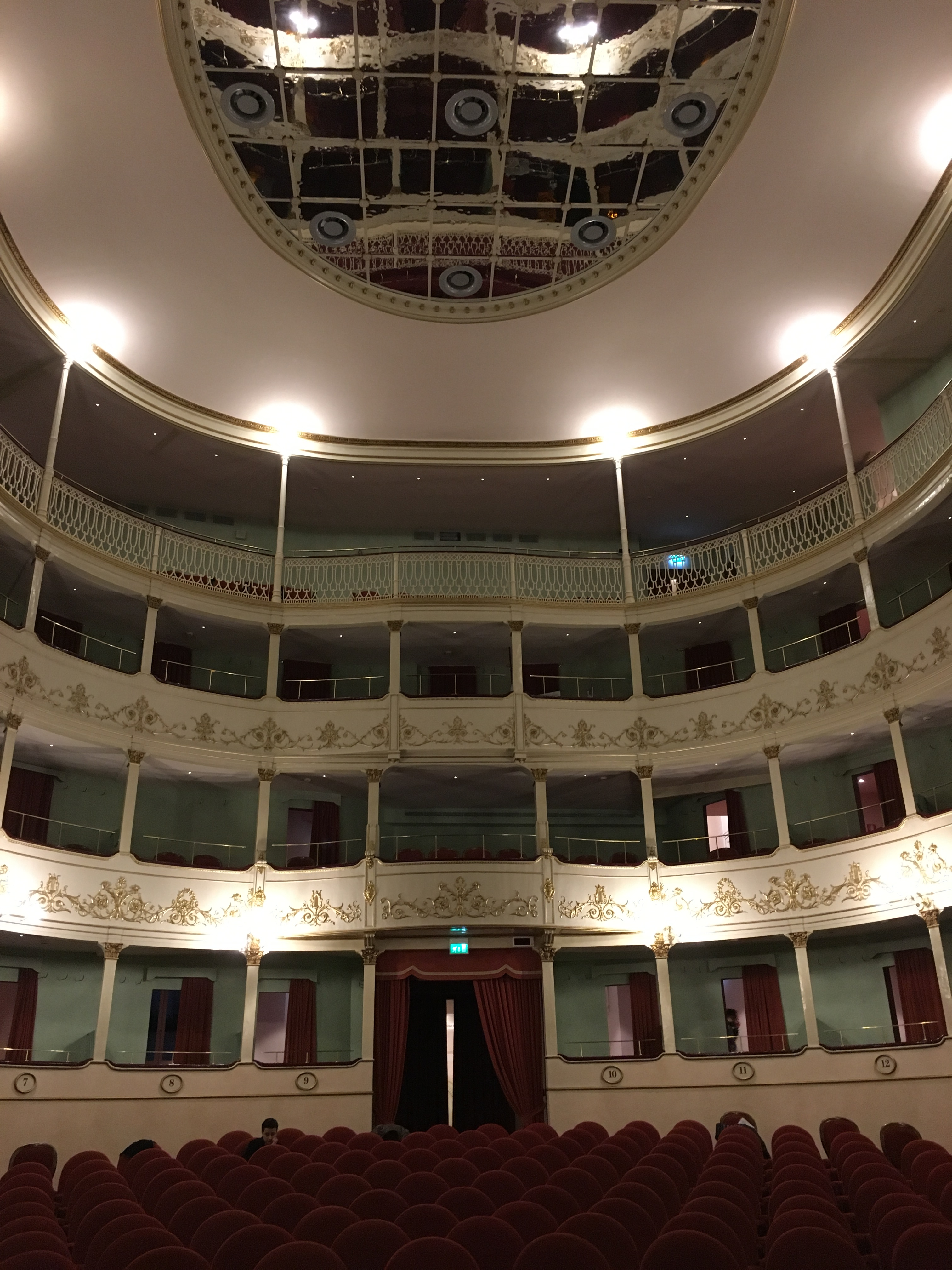
Sala

Nel 1648 don Lorenzo de' Medici fu tra i fondatori dell'Accademia drammatica, il primo esempio di scuola e compagnia stabile di teatro di prosa in città, che aveva la sua sede in via del Parione e che da lì fu presto traslocata quando nella zona fu costruito il palazzo Corsini al Parione. Con la protezione del cardinale Giovan Carlo de' Medici si iniziò a usare il teatro del Cocomero, che era stato da poco costruito da Niccolò degli Ughi e nel quale furono rappresentate tragedie e commedie classiche, nobile svago di aristocratici e della stessa famiglia granducale.
In quel periodo si assisteva ad un gran fiorire di accademie e associazioni, e presto si ebbe una filiazione del gruppo dei teatranti che si divise e una parte del quale iniziò il sodalizio del teatro alla Pergola, dove principalmente si rappresentavano i nuovissimi melodrammi.
La parte rimasta al teatro Niccolini prese il nome di Accademia degli infuocati, con il motto "a tempo infocato" e come simbolo una bomba, che ancora si può vedere sopra la lunetta dell'accesso principale al teatro; alla Pergola invece nacque l'Accademia degli immobili con il motto "in sua movenza è fermo" e questi opposti paradigmi possono dare una chiara idea di come fossero eterogeneamente distinti i due schieramenti.
Nel 1657 avvenne la prima assoluta di Scipione in Cartagine e nel 1674 di Tacere et amare di Jacopo Melani, nel 1707 di Vincer se stesso è la maggior vittoria del giovane Händel.
Il teatro in via del Cocomero così prese anche la denominazione di "teatro degli Infocati", mentre nel 1861 acquistò la denominazione di "teatro Niccolini" in onore a Giovanni Battista Niccolini, grande tragediografo pisano scomparso in quell'anno.
Tra gli anni '70 e '80 del Novecento fu il vero teatro stabile dedicato alla prosa a Firenze, grazie all'impegno del fiorentino Roberto Toni, con alcune compagnie teatrali che producevano da Firenze le loro rappresentazioni. Tra gli spettacoli ospitati al Niccolini, vanno ricordati quelli di Ingmar Bergman, del Living Theatre, di Carmelo Bene, di Vittorio Gassman...
Il teatro fu attivo fino alla fine degli anni ottanta, quando la prosa venne spostata al teatro della Pergola. Ad oggi anche al teatro Verdi, al teatro Comunale e al teatro Goldoni vengono rappresentati spettacoli di prosa ma non con continuità.
Nel 2003 il teatro fu occupato per tre giorni da un network di giovani attivisti locali, diventando così una zona temporaneamente autonoma (TAZ), dove si svolsero feste e dibattiti, il cui scopo era sensibilizzare sul disuso in cui versavano molti spazi fiorentini deputati alla cultura e alle arti, tra cui lo stesso teatro Niccolini.
Nel 2007 sono iniziati dei lavori di adeguamento e ristrutturazione del teatro, acquistato nel 2006 da Mauro Pagliai proprietario della casa Editrice Polistampa di Firenze, con riapertura prevista a fine 2015. Di giorno il teatro sarà usato dall'Opera del duomo per proiettare video di preparazione dei visitatori del complesso del Duomo, Campanile, Battistero e Museo dell'Opera; di notte sarà sede di eventi gestiti dalla Fondazione teatro della Toscana (che gestisce anche lo storico teatro della Pergola). In occasione della riapertura è stata anche rifondata, da Pagliai, l'Accademia degli Infuocati, che si occuperà dell'organizzazione di eventi culturali nel teatro.
L'inaugurazione del nuovo Teatro Niccolini è avvenuta l'8 gennaio 2016 dopo quasi vent'anni di restauro, con lo spettacolo Teatrino di Paolo Poli, che negli anni 1980 aveva più volte recitato su quel palcoscenico. Attualmente è un centro polivalente.